# 大塚啓三郎
大塚 啓三郎（おおつか けいさぶろう、1828年7月26日（文政11年6月15日）- 1876年（明治9年）5月6日）は、江戸時代末期：幕末から明治の、下野国（栃木県）益子の陶工。
現在の栃木県芳賀郡益子町にある「根古屋製陶：根古屋窯」の初代当主であり、益子焼の「陶祖」として知られている。

## 生涯

### 生い立ち
文政11年6月15日（1828年7月26日）、杉山次郎平の二男として下野国（栃木県）福手村（現在の茂木町）に生まれた。
常陸国の笠間・箱田にある鳳台院慈眼寺の寺子屋に住み込みで学んだ。そして焼き物好きであった鳳台院二十一世（第21代目）住職・雄山大周が資金を入れ経営に関わっていた近隣にあった久野窯（現在の久野陶園）に随伴し通ううちに焼き物に興味を持ち、製陶のやり方を見聞きしながら覚えていったという。

### 益子焼の始まり
啓三郎は益子の農民・大塚平兵衛の婿養子となり大塚姓となる。まずは家業である農業に従事するがそれだけでは物足りなくなり、かねてよりやりたかった窯業を興そうとして土を探したら、たまたま益子・大津沢に製陶に適した土が見付かった。嘉永6年（1853年）11月、当時、笠間藩と同じように窯業を奨励し、益子を所領していた黒羽藩の藩主・大関氏から、益子陣屋の裏山の麓にあった根古屋の土地を与えられ築窯し製陶を始めた。
そして笠間の陶工であり、啓三郎が笠間にいた頃からの顔見知りであった田中長平の手助けを借りながら、笠間焼に倣い、土瓶や擂り鉢、壺、片口、徳利、行平、土鍋、土釜などの日用品を製作していった。　
安政2年（1855年）に黒羽藩から赴任した群奉行・三田称平は、啓三郎が始めた益子の窯業に将来性を見い出し、藩から窯元に対して資金の貸付を行い、貸付をされた窯元は厳密かつ公正な決まりを設けて黒羽藩の御用窯扱いとなった。
製陶を始めてから数年後の安政5年（1858年）には江戸での販売を願い出た商人もいた。
そして明治2年（1864年）には、益子の窯元が外部から招いた熟練の陶工への待遇を良くするための高額な貸付金を願い出たり、黒羽藩は窯業実施規則となる「瀬戸焼仕法」を交付し益子の窯元を保護管理下に置くようになり、益子の窯業は順調に産業として成長していった。
これが現在に続く「益子焼」の始まりであり、大塚啓三郎は「益子焼の陶祖」とされている。
その後、啓三郎は慶応2年（1886年）には黒羽藩藩主より益子村の村長に命ぜられた。
明治維新となり明治2年（1864年）に版籍奉還により黒羽藩領は解消し藩役所も廃止となる。そして1875年（明治8年）に栃木県御用掛りを拝命し、1876年（明治9年）には戸長となった啓三郎であったが、同年4月6日、病を得て死去した。享年48。

### 引用
1. 1 2 3  青木宏 2003, p. 97.
2. 1 2 3 4 5 6 7 8  “大塚啓三郎(おおつか けいさぶろう)とは？ 意味や使い方”. コトバンク. 2023年2月17日閲覧。
3. 1 2 3 4 5 6 7  『益子の窯と佐久間藤太郎』「陶祖・大塚啓三郎」塚田泰三郎、P30 - 31 - 国立国会図書館デジタルコレクション、2023年2月17日、国会図書館デジタルコレクション　デジタル化資料個人送信サービスにて閲覧。
4. 1 2  “縁よ再び　巡るかさましこ兄弟産地物語　vol.1”. かさましこ 兄弟産地が紡ぐ〝焼き物語〟. 2023年2月17日閲覧。
5. ↑  青木宏 2003, p. 97-98.
6. 1 2 3 4 5 6  青木宏 2003, p. 98.
7. 1 2 3  “益子焼 《大塚啓三郎》”. Google Arts & Culture. 2023年2月17日閲覧。
8. ↑  『民藝』(354)「笠間周辺の土器と春慶塗」「粟野（春慶塗）」 P17 近藤京嗣 - 国立国会図書館デジタルコレクション　2024年2月20日、国会図書館デジタルコレクション　デジタル化資料個人送信サービスにて閲覧。
9. ↑  『益子の窯と佐久間藤太郎』「陶祖・大塚啓三郎」塚田泰三郎、P29 - 国立国会図書館デジタルコレクション、2023年2月17日、国会図書館デジタルコレクション　デジタル化資料個人送信サービスにて閲覧。
10. 1 2  『益子の窯と佐久間藤太郎』「陶祖・大塚啓三郎」塚田泰三郎、P32 - 国立国会図書館デジタルコレクション、2023年2月17日、国会図書館デジタルコレクション　デジタル化資料個人送信サービスにて閲覧。
11. ↑  『益子の窯と佐久間藤太郎』「陶祖・大塚啓三郎」「群奉行三田称平の陶業奨励」塚田泰三郎、P33 - 40 - 国立国会図書館デジタルコレクション、2023年2月17日、国会図書館デジタルコレクション　デジタル化資料個人送信サービスにて閲覧。
12. 1 2  『益子の窯と佐久間藤太郎』「陶祖・大塚啓三郎」「益子焼江戸について売り出される」塚田泰三郎、P43 - 46 - 国立国会図書館デジタルコレクション、2023年2月17日、国会図書館デジタルコレクション　デジタル化資料個人送信サービスにて閲覧。
13. ↑  『益子の窯と佐久間藤太郎』「陶祖・大塚啓三郎」塚田泰三郎、P47 - 国立国会図書館デジタルコレクション、2023年2月17日、国会図書館デジタルコレクション　デジタル化資料個人送信サービスにて閲覧。